# Zehnthof

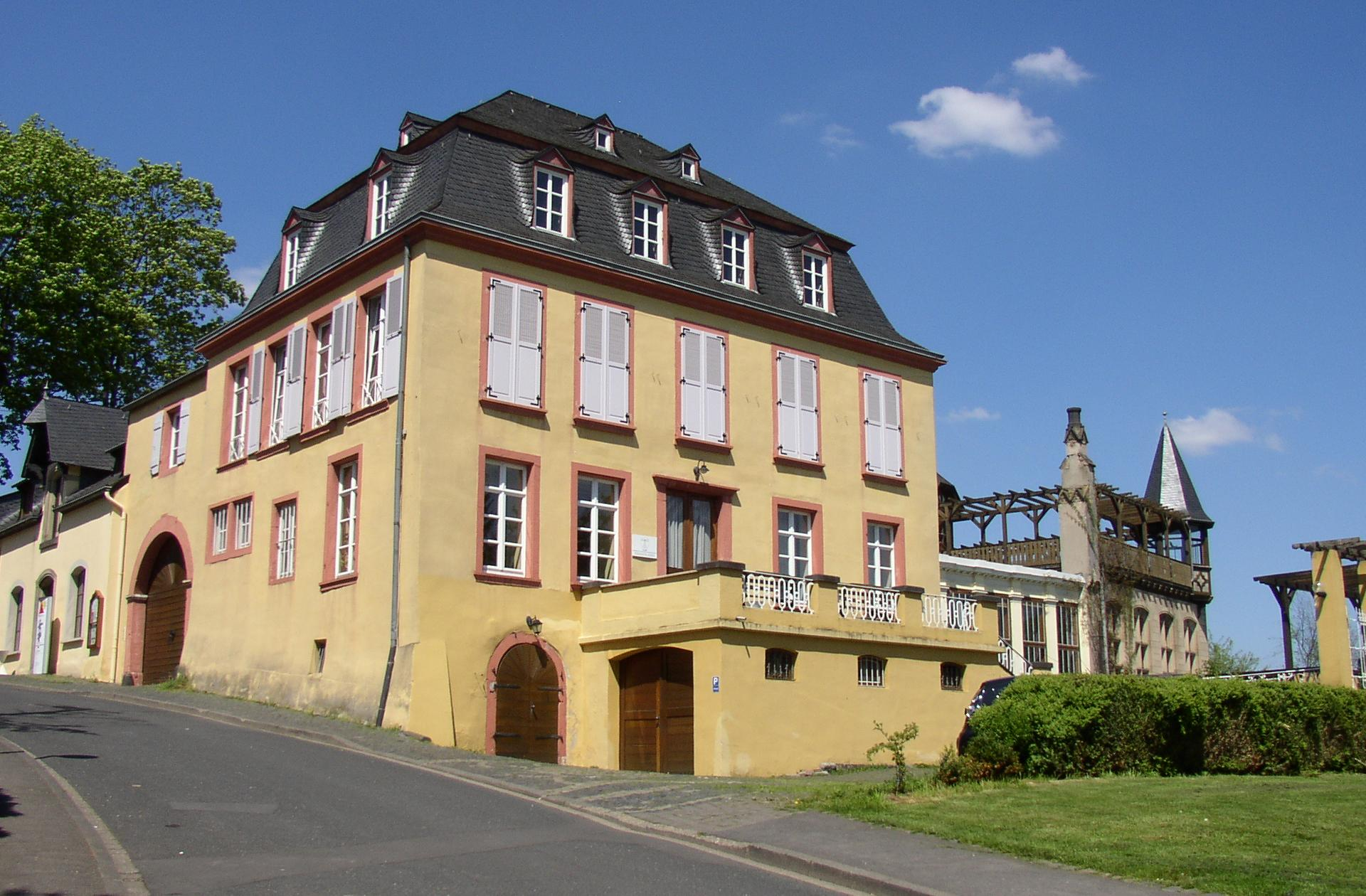
Zehnthof in Sinzig

Der Zehnthof (Zehenthof) war in der Rechtsgeschichte des Mittelalters der Hof, auf dem der fällige Zehnt abzuliefern war.

## Geschichte
Während Kirchen, Klöster oder Stifte ursprünglich selbst den Zehnt von den einzelnen hörigen Bauern einzogen und damit häufig einen Decimator (Zehentner) beauftragten, wurde dies später teilweise an „Zehntpächter“ übertragen, die den Zehnthof innehatten. Die Bauern mussten ihre Abgaben beim Zehnthof abliefern, bzw. der Zehnt wurde vom Pächter des Zehnthofes zusammengetragen. Die abgelieferten Naturalien wurden dann zusammen mit den am Hof selbst erzeugten Produkten weiterverarbeitet. Ähnlich den Zehnthöfen der geistlichen Grundherrschaften verfügten die weltlichen über Fronhöfe oder Meierhöfe.
Die Pacht betrug zum Beispiel beim Zehnthof Sinzig die Hälfte des Ertrages des Hofes. Außerdem war der Pächter für den Bau und die Reparatur des Hofes verantwortlich.
Andere Höfe des Namens Zehnthof gab es in Oberbayern, in den Gemeinden Peterskirchen und  Oberneukirchen, im 17. Jahrhundert im Elsass, Kanton Kaysersberg, in den Gemeinden Sigolsheim, Ammerschweier und Reichenweier (Riquewihr), im Kanton Rappoltsweiler, Gemeinde Hunaweier (Hunawihr) und im Kanton Ensisheim, bei dem abgegangenen Ort Machtolsheim, im Rheinland im Landkreis Düsseldorf in der Landgemeinde Meiersberg sowie im damaligen Landkreis Aachen in den Landgemeinden Richterich und Haaren.
Die Zehenthofgasse in Wien (Döbling) ist nach einem bereits 1512 urkundlich nachweisbaren Gutshof benannt.

## Zehnthöfe
- Zehnthof (Arnoldsweiler)
- Zehnthof (Nordheim am Main)
- Zehnthof (Sommerach)
- Zehnthof (Volkach)